# Военна база
Военна база е специално оборудвана територия или сграда, която се притежава и управлява от или за въоръжените сили (или някое от разклоненията им) и служи за помещаване на военно оборудване и персонал, както и съоръжения за военни учения и операции. Военната база може да подслонява едно или повече формирования, но може да се използва и за команден център, военна подготовка или военен полигон. В повечето случаи, военната база разчита на подкрепа отвън, за да оперира. Въпреки това, съществуват военни комплекси от бази, които могат да се справят сами през много дълги периоди от време, тъй като могат да си снабдяват сами храна, вода и други жизнени нужди за обитателите си. Военните бази на военновъздушните сили се нарича военновъздушни бази, докато тези на военноморски сили се наричат военноморски бази.
Военните бази са важни в стратегическо и тактическо отношение и могат да бъдат разположени както на територията на държавата на персонала си, така и на отдадена или окупирана територия. Те са главните пунктове за съсредоточаване на войските на въоръжените сили по време на война, тъй като в тях се съхраняват боеприпаси и провизии. Повечето военни бази са обект на военна тайна, поради което общественият достъп и фотографирането до тях е строго забранено.

## Юридическо определение
Военните лица на територията на военната база са обект на военното право и следователно редът в базата се осигурява от военна полиция. Цивилните (например роднините на военните офицери), живеещи във военните бази, са обект на гражданското и наказателното право в страната, където е разположена базата. Военните бази могат да варират по размер от малки предни постове до военни градове, обитавани от стотици хиляди хора. Те често могат да принадлежат на различна държава от територията около тях.

## Разновидности
- Казарма
- Арсенал
- Блокшив
- Форт
- Погреб за боеприпаси
- Гарнизон